# اینا، سایتاما
اینا، سایتاما (به لاتین: Ina, Saitama) یک منطقهٔ مسکونی در ژاپن است که در استان سایتاما واقع شده‌است. اینا ۱۴٫۷۹ کیلومترمربع مساحت و ۴۴٬۵۳۲ نفر جمعیت دارد.